# Höhenklinik Wald

Undatierte Luftaufnahme (zwischen 1918 und 1937)

Luftaufnahme von 1948

Das Zürcher RehaZentrum Wald (bis 2015 Höhenklinik Wald) ist eine Klinik für medizinische Rehabilitation in der Gemeinde Wald auf dem Faltigberg bei Hittenberg (885 m ü. M.) im schweizerischen Kanton Zürich.
Die Klinik ist an den öffentlichen Verkehr angeschlossen mit der Buslinie 892, die zum Bahnhof Wald verkehrt.

## Geschichte
Erbaut wurde die Klinik 1898 als Sanatorium Wald zur Bekämpfung der Tuberkulose.
Seit 1894 hatte im Kanton Zürich ein «Komitee zur Erbauung eines Sanatoriums» bestanden. Diskutiert wurden auch Standorte ausserhalb des Kantons wie Davos, Flims und Braunwald. Die Gemeinde Wald beschloss, sich als Standort zu bewerben, laut «Volksblatt vom Bachtel» zitierte ein Referat des Gemeindepräsidenten: «Orte, die nicht auf gleiche Höhe zu stellen seien mit Wald, haben es zu Kurorten gebracht. Wald aber mit seinem prächtigen Gebirgspanorama und den vielen, leicht zu erreichenden schönen Punkten Dändler, Lauf, Scheidegg und seinen guten Bahnverbindungen, habe hier einen Stillstand zu verzeichnen.» Die Entscheidung fiel letztlich 1896 zwischen Faltigberg ob Wald (Aussenwacht Hittenberg) und Seelisberg ob Gibswil. Man entschied sich zugunsten von Wald mit der Auflage, die Gemeinde müsse eine Zufahrtsstrasse bauen und die Trinkwasserversorgung sicherstellen.
Bei der Eröffnung im Jahr 1898 als Zürcherische Heilstätte für Lungenkranke lag die Kapazität bei 88 Patienten, und die Tagestaxe betrug je nach Vermögensverhältnissen 2 bis 5 Franken, bei einer mittleren Kurdauer von 104 Tagen. Das Sanatorium war stark frequentiert und wurde wiederholt erweitert, 1908 um ein Kinderhaus, 1910 um die ehemalige Pension Sonnenberg als Aussenstation mit 30 Betten für Patienten «mit wenig Aussicht auf Heilung», 1916 um ein Ärztehaus.
Im Jahre 1909 wurde in Wald erstmals ein künstlicher Pneumothorax angelegt. 1911 erhielt die Klinik eine Röntgeneinrichtung, elektrisches Licht, sowie eine Zentralheizung. Der erste Chefarzt war Heinrich Staub (1898–1918), gefolgt von Franz Deiss (1918–1940) und Eduard Häfliger (1940–1977).
Durch den Rückgang der Tuberkulose in den 1940er Jahren war die Klinik von der Schliessung bedroht. Für eine Sanierung (1946–1951) gewährten die Städte Zürich und Winterthur ein Darlehen von 4,18 Millionen Franken. 1971 wurde die Klinik umbenannt von Zürcher Heilstätte Wald in Zürcher Höhenklinik Wald. Unter Chefarzt Otto Brändli (1977–2007) wurde das Sanatorium in eine Mehrzweckklinik umgewandelt. Eine Gesamtsanierung in den Jahren 1984–1990 wurde auf 21,1 Millionen Franken budgetiert unter Beibehaltung der Kapazität von 144 Betten. Es wurden nun auch nichttuberkulöse Lungenkrankheiten wie Lungenkrebs und chronische Bronchitis sowie weitere internmedizinische Krankheiten behandelt. Immer mehr Patienten wurden auch zur Rehabilitation eingewiesen.
2012 war die Klinik erneut durch eine Umsiedlung nach Uster bedroht. In Wald wurde eine Interessengemeinschaft gebildet mit dem Ziel, den Wegzug der grössten Arbeitgeberin der Gemeinde zu verhindern. Die Stiftung Zürcher Höhenkliniken, seit 2015 Stiftung Zürcher RehaZentren, entschied 2014, dass die Höhenklinik Wald bestehen bleibt und ihre Kapazität von 284 auf 400 Rehabilitationsbetten gesteigert werden soll.